# Општина Темпоал (Веракруз)
Темпоал (шп. Tempoal) општина је у Мексику у савезној држави Веракруз. Општина се налази на надморској висини од 46 м.

## Становништво
Према подацима из 2010. у општини је живело 34956 становника.

### Хронологија
| Година       | 2000                  | 2005                  | 2010                  |
| ------------ | --------------------- | --------------------- | --------------------- |
| Становништво | 36359 (18318 / 18041) | 33107 (16382 / 16725) | 34956 (17311 / 17645) |

### Попис
| \| \| м \| \| \| ж \| \| 0—2 \| 861 \| \| \| 889 \| \| 3—5 \| 994 \| \| \| 931 \| \| 6—11 \| 2.156 \| \| \| 2.183 \| \| 12—14 \| 1.237 \| \| \| 1.151 \| \| 15—17 \| 1.342 \| \| \| 1.238 \| \| 18—24 \| 1.835 \| \| \| 1.816 \| \| 60+ \| 2.362 \| \| \| 2.273 \| \| Просек : \| 29,7 \| \| \| 30,2 \| |       |  |  |       |
| |       |  |  |       |
| | м     |  |  | ж     |
| 0—2 | 861   |  |  | 889   |
| 3—5 | 994   |  |  | 931   |
| 6—11 | 2.156 |  |  | 2.183 |
| 12—14 | 1.237 |  |  | 1.151 |
| 15—17 | 1.342 |  |  | 1.238 |
| 18—24 | 1.835 |  |  | 1.816 |
| 60+ | 2.362 |  |  | 2.273 |
| Просек : | 29,7  |  |  | 30,2  |

| #   | Индикатор                                                                                        | Вредност |
| --- | ------------------------------------------------------------------------------------------------ | -------- |
| 1   | Становништво од 0 до 2 године                                                                    | 1750     |
| 2   | Мушко становништво од 0 до 2 године                                                              | 861      |
| 3   | Женско становништво од 0 до 2 године                                                             | 889      |
| 4   | Становништво са 3 и више година                                                                  | 33104    |
| 5   | Мушко становништво са 3 и више година                                                            | 16398    |
| 6   | Женско становништво са 3 и више година                                                           | 16706    |
| 7   | Становништво са 5 и више година                                                                  | 31839    |
| 8   | Мушко становништво са 5 и више година                                                            | 15734    |
| 9   | Женско становништво са 5 и више година                                                           | 16105    |
| 10  | Становништво са 12 и више година                                                                 | 26840    |
| 11  | Мушко становништво са 12 и више година                                                           | 13248    |
| 12  | Женско становништво са 12 и више година                                                          | 13592    |
| 13  | Становништво са 15 и више година                                                                 | 24452    |
| 14  | Мушко становништво са 15 и више година                                                           | 12011    |
| 15  | Женско становништво са 15 и више година                                                          | 12441    |
| 16  | Становништво са 18 и више година                                                                 | 21872    |
| 17  | Мушко становништво са 18 и више година                                                           | 10669    |
| 18  | Женско становништво са 18 и више година                                                          | 11203    |
| 19  | Становништво од 3 до 5 година                                                                    | 1925     |
| 20  | Мушко становништво од 3 до 5 година                                                              | 994      |
| 21  | Женско становништво од 3 до 5 година                                                             | 931      |
| 22  | Становништво од 6 до 11 година                                                                   | 4339     |
| 23  | Мушко становништво од 6 до 11 година                                                             | 2156     |
| 24  | Женско становништво од 6 до 11 година                                                            | 2183     |
| 25  | Становништво од 8 до 14 година                                                                   | 5356     |
| 26  | Мушко становништво од 8 до 14 година                                                             | 2725     |
| 27  | Женско становништво од 8 до 14 година                                                            | 2631     |
| 28  | Становништво од 12 до 14 година                                                                  | 2388     |
| 29  | Мушко становништво од 12 до 14 година                                                            | 1237     |
| 30  | Женско становништво од 12 до 14 година                                                           | 1151     |
| 31  | Становништво од 15 до 17 година                                                                  | 2580     |
| 32  | Мушко становништво од 15 до 17 година                                                            | 1342     |
| 33  | Женско становништво од 15 до 17 година                                                           | 1238     |
| 34  | Становништво од 18 до 24 године                                                                  | 3651     |
| 35  | Мушко становништво од 18 до 24 године                                                            | 1835     |
| 36  | Женско становништво од 18 до 24 године                                                           | 1816     |
| 37  | Женско становништво од 15 до 49 година                                                           | 8569     |
| 38  | Становништво са 60 и више година                                                                 | 4635     |
| 39  | Мушко становништво са 60 и више година                                                           | 2362     |
| 40  | Женско становништво са 60 и више година                                                          | 2273     |
| 41  | Однос између мушкараца и жена                                                                    | 98.11    |
| 42  | Становништво од нуле до 14 година                                                                | 10402    |
| 43  | Становништво од 15 до 64 године                                                                  | 21133    |
| 44  | Становништво од 65 година и више                                                                 | 3319     |
| 45  | Просечан број деце                                                                               | 3.06     |
| 46  | Становништво рођено у ентитету                                                                   | 30639    |
| 47  | Мушко становништво рођено у ентитету                                                             | 15208    |
| 48  | Женско становништво рођено у ентитету                                                            | 15431    |
| 49  | Становништво рођено у другом ентитету                                                            | 4093     |
| 50  | Мушко становништво рођено у другом ентитету                                                      | 1982     |
| 51  | Женско становништво рођено у другом ентитету                                                     | 2111     |
| 52  | Становништво од 5 година и више резидентно у ентитету у јуну 2005. године                        | 30619    |
| 53  | Мушко становништво старосног доба од 5 година и више, резидентно у ентитету у јуну 2005. године  | 15088    |
| 54  | Женско становништво старосног доба од 5 и више година, резидентно у ентитету у јуну 2005. године | 15531    |
| 55  | Становништво од 5 година и више које је живело у другом ентитету у јуну 2005. године             | 861      |
| 56  | Мушко становништво старије од 5 година које је живело у другом ентитету у јуну 2005. године      | 415      |
| 57  | Женско становништво старије од 5 година које је живело у другом ентитету у јуну 2005. године     | 446      |
| 58  | Становништво од 3 године и више које говори аутохтони језик                                      | 2413     |
| 59  | Мушко становништво старо 3 године и више које говори аутохтони језик                             | 1275     |
| 60  | Женско становништво старо 3 године и више које говори аутохтони језик                            | 1138     |
| 61  | Становништво од 3 године и више које говори аутохтони језик и не говори шпански језик            | 17       |
| 62  | Мушко становништво старо 3 године и више које говори аутохтони језик и не говори шпански         | 2        |
| 63  | Женско становништво старо 3 године и више које говори аутохтони језик и не говори шпански језик  | 15       |
| 64  | Становништво старо 3 године и више које говори аутохтони језик и шпански                         | 2249     |
| 65  | Мушко становништво старо 3 године и више које говори аутохтони језик и шпански                   | 1204     |
| 66  | Женско становништво старо 3 године и више које говори аутохтони језик и шпански                  | 1045     |
| 67  | Становништво од 5 година и више које говори аутохтони језик                                      | 2381     |
| 68  | Становништво од 5 година и више које говори аутохтони језик и не говори шпански језик            | 16       |
| 69  | Становништво од 5 година и више које говори аутохтони језик и говори шпански језик               | 2224     |
| 70  | Становништво у домородачким домаћинствима                                                        | 5053     |
| 71  | Становништво са ограничењима у активностима                                                      | 1431     |
| 72  | Становништво са ограниченим ходањем или кретањем, горе или доле                                  | 514      |
| 73  | Становници са ограничењима вида, чак и уз кориштење сочива                                       | 434      |
| 74  | Становништво са ограничењима говора, комуникације или конверзације                               | 151      |
| 75  | Становништво са ограниченим слухом                                                               | 188      |
| 76  | Становништво са ограничењима при одевању, купању или јелу                                        | 58       |
| 77  | Становништво са ограничењима у опажању или учењу једноставних ствари                             | 55       |
| 78  | Становништво са менталним ограничењима                                                           | 205      |
| 79  | Становништво без ограничења активности                                                           | 33198    |
| 80  | Становништво од 3 до 5 година које не похађа школу                                               | 752      |
| 81  | Мушко становништво од 3 до 5 година које не похађа школу                                         | 387      |
| 82  | Женско становништво од 3 до 5 година које не похађа школу                                        | 365      |
| 83  | Становништво од 6 до 11 година које не похађа школу                                              | 94       |
| 84  | Мушко становништво од 6 до 11 година које не похађа школу                                        | 57       |
| 85  | Женско становништво од 6 до 11 година које не похађа школу                                       | 37       |
| 86  | Становништво од 12 до 14 година које не похађа школу                                             | 158      |
| 87  | Мушко становништво од 12 до 14 година које не похађа школу                                       | 75       |
| 88  | Женско становништво од 12 до 14 година које не похађа школу                                      | 83       |
| 89  | Становништво од 15 до 17 година похађа школу                                                     | 1885     |
| 90  | Мушко становништво од 15 до 17 година похађа школу                                               | 988      |
| 91  | Женско становништво између 15 и 17 година живота у школи                                         | 897      |
| 92  | Становништво од 18 до 24 године похађа школу                                                     | 897      |
| 93  | Мушко становништво од 18 до 24 године похађа школу                                               | 473      |
| 94  | Женско становништво од 18 до 24 године похађа школу                                              | 424      |
| 95  | Становништво од 8 до 14 година које не може да чита и пише                                       | 258      |
| 96  | Мушко становништво старосног доба од 8 до 14 година које не може да чита и пише                  | 157      |
| 97  | Женско становништво старосног доби од 8 до 14 година које не може да чита и пише                 | 101      |
| 98  | Становништво од 15 година и више које је неписмено                                               | 4284     |
| 99  | Мушко становништво од 15 година и више које је неписмено                                         | 1623     |
| 100 | Женско становништво од 15 година и више које је неписмено                                        | 2661     |
| 101 | Становништво старо 15 и више година без школовања                                                | 3666     |
| 102 | Мушко становништво старо 15 и више година без школовања                                          | 1460     |
| 103 | Женско становништво старо 15 и више година без школовања                                         | 2206     |
| 104 | Становништво старосног доба 15 и више година са непотпуним основним образовањем                  | 6305     |
| 105 | Мушко становништво старосног доба од 15 година и више са непотпуном основним образовањем         | 3186     |
| 106 | Женско становништво старосног доба 15 и више година са непотпуном основним образовањем           | 3119     |
| 107 | Становништво старо 15 и више година са комплетним основним образовањем                           | 4283     |
| 108 | Мушко становништво старо 15 година и више са комплетним основним образовањем                     | 2091     |
| 109 | Женско становништво старо 15 и више година са комплетним основним образовањем                    | 2192     |
| 110 | Становништво старосног доба 15 и више година са непотпуним средњим образовањем                   | 1521     |
| 111 | Мушко становништво старосног доба од 15 година и више са непотпуним средњим образовањем          | 839      |
| 112 | Женско становништво старосног доба од 15 година и више са непотпуним средњим образовањем         | 682      |
| 113 | Становништво старо 15 и више година са пуним секундарном образовањем                             | 3748     |
| 114 | Мушко становништво старосног доба од 15 година и више са пуним секундарном образовањем           | 1961     |
| 115 | Женско становништво старосног доба од 15 година и више са пуним секундарном образовањем          | 1787     |
| 116 | Становништво старије од 18 година са постосновним образовањем                                    | 4096     |
| 117 | Мушко становништво старије од 18 година са постосновним образовањем                              | 2085     |
| 118 | Женско становништво старије од 18 година са постосновним образовањем                             | 2011     |
| 119 | Просечна оцена школовања                                                                         | 6.17     |
| 120 | Просечан ниво образовања мушке популације                                                        | 6.41     |
| 121 | Просечан ниво образовања женског становништва                                                    | 5.95     |
| 122 | Економски активно становништво                                                                   | 11961    |
| 123 | Економски активна мушка популација                                                               | 9625     |
| 124 | Економски активна женска популација                                                              | 2336     |
| 125 | Становништво које није економски активно                                                         | 14743    |
| 126 | Мушко становништво које није економски активно                                                   | 3532     |
| 127 | Женско становништво које није економски активно                                                  | 11211    |
| 128 | Запослено становништво                                                                           | 11700    |
| 129 | Запослено мушко становништво                                                                     | 9397     |
| 130 | Запослено женско становништво                                                                    | 2303     |
| 131 | Незапослена популација                                                                           | 261      |
| 132 | Незапослена мушка популација                                                                     | 228      |
| 133 | Незапослена женска популација                                                                    | 33       |
| 134 | Становништво без права на здравствене услуге                                                     | 11300    |
| 135 | Становништво које има право на здравствене услуге                                                | 23514    |
| 136 | Становништво које има право на ИМСС                                                              | 4521     |
| 137 | Становништво које има право на социјално осигурање                                               | 1393     |
| 138 | Становништво које има право на државно социјално осигурање                                       | 32       |
| 139 | Становништво које има право на опште осигурање или здравствено осигурање за нову генерацију      | 17419    |
| 140 | Становништво које је било једном или није било у браку током 12 година и више                    | 9051     |
| 141 | Венчано или уједињено становништво од 12 година и више                                           | 15456    |
| 142 | Становништво које је било у браку или уједињено 12 година и више                                 | 2291     |
| 143 | Становништво са католичком религијом                                                             | 29683    |
| 144 | Протестанти, еванђелисти и библијски следбеници различити од еванђелиста                         | 3866     |
| 145 | Становништво са другим религијама различитим од претходних                                       | 24       |
| 146 | Становништво без религије                                                                        | 1001     |
| 147 | Укупно пописаних домаћинства                                                                     | 8794     |
| 148 | Пописна домаћинства на челу са мушкарцима                                                        | 7169     |
| 149 | Пописна домаћинства на челу са женама                                                            | 1625     |
| 150 | Становништво у пописним домаћинствима                                                            | 34868    |
| 151 | Становништво у пописним домаћинствима на челу са мушкарцима                                      | 29708    |
| 152 | Становништво у пописним домаћинствима на челу са женама                                          | 5160     |
| 153 | Укупно домаћинстава                                                                              | 10193    |
| 154 | Укупно насељених домаћинстава                                                                    | 8822     |
| 155 | Укупно приватних кућа                                                                            | 10165    |
| 156 | Насељени приватни домови                                                                         | 8794     |
| 157 | Укупно насељених приватних кућа                                                                  | 8822     |
| 158 | Ненасељене приватне куће                                                                         | 1055     |
| 159 | Појединачна домаћинства за привремену употребу                                                   | 316      |
| 160 | Становници у насељеним приватним кућама                                                          | 34868    |
| 161 | Насељеност станара у приватним становима                                                         | 3.96     |
| 162 | Просечно становника по соби у приватним насељеним домаћинствима                                  | 1.15     |
| 163 | Појединачна домаћинства са подовима од различитих материјала од земље                            | 6332     |
| 164 | Појединачна домаћинства у приземљу                                                               | 2442     |
| 165 | Појединачна домаћинства са једном спаваћом собом                                                 | 3643     |
| 166 | Појединачна домаћинства са две спаваће собе и више                                               | 5141     |
| 167 | Појединачна домаћинства са једним собом                                                          | 546      |
| 168 | Појединачна домаћинства са две собе                                                              | 1859     |
| 169 | Појединачна домаћинства са 3 собе и више                                                         | 6374     |
| 170 | Појединачна домаћинства која имају електрично светло                                             | 8017     |
| 171 | Појединачна домаћинства која немају електрично светло                                            | 758      |
| 172 | Појединачна домаћинства која имају водоводну воду у стамбеном простору                           | 6837     |
| 173 | Појединачна домаћинства која немају водоводну воду у стамбеном простору                          | 1935     |
| 174 | Појединачна домаћинства која имају тоалет                                                        | 8462     |
| 175 | Појединачна домаћинства која имају канализацију                                                  | 5682     |
| 176 | Појединачна домаћинства која немају канализацију                                                 | 3077     |
| 177 | Појединачна домаћинства која имају електрично светло, довод воде из јавне мреже и канализацију   | 4626     |
| 178 | Појединачна домаћинства без икаквих услова                                                       | 519      |
| 179 | Појединачна домаћинства која имају радио                                                         | 6846     |
| 180 | Појединачна домаћинства која имају телевизор                                                     | 6738     |
| 181 | Појединачна домаћинства која имају фрижидер                                                      | 5763     |
| 182 | Појединачна домаћинства која имају машину за веш                                                 | 3056     |
| 183 | Појединачна домаћинства која имају аутомобил или комби                                           | 2169     |
| 184 | Појединачна домаћинства која имају рачунар                                                       | 749      |
| 185 | Појединачна домаћинства која имају фиксну телефонску линију                                      | 1574     |
| 186 | Појединачна домаћинства која имају мобилни телефон                                               | 4270     |
| 187 | Појединачна домаћинства која имају приступ интернету                                             | 509      |